# 埃尔利 (索姆省)
埃尔利（法語：Herly，法語發音：[ɛʁli]）是法国上法蘭西大區索姆省的一个市镇，属于蒙迪迪耶区。

## 地理
埃尔利（49°45'21"N, 2°52'24"E）面积3.75 平方千米，位于法国上法蘭西大區索姆省，该省份为法国北部沿海省份，北起加来海峡省和北部省，西接滨海塞纳省和大西洋英吉利海峡，南至瓦兹省，东临埃纳省。
与埃尔利接壤的市镇（或旧市镇、城区）包括：比扬库尔、屈尔希、埃塔隆、内勒、勒通维莱尔。
埃尔利的时区为UTC+01:00、UTC+02:00（夏令时）。

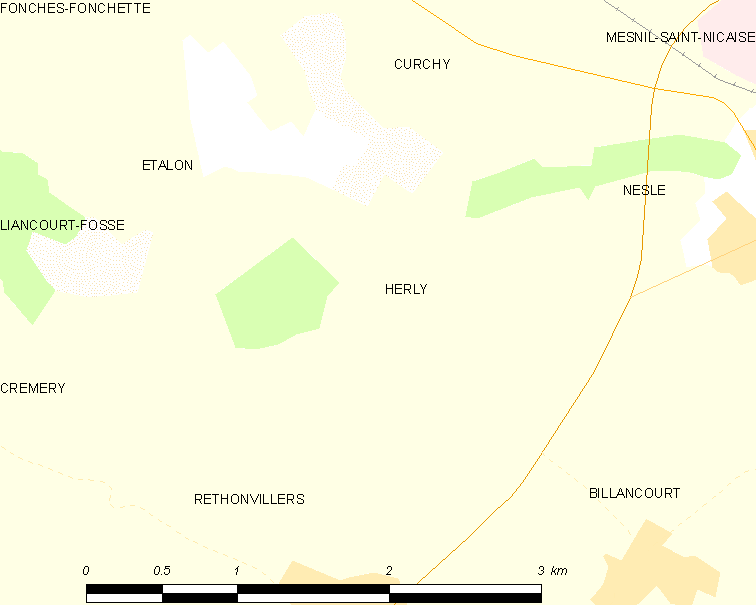
埃尔利的OSM定位图

## 行政
埃尔利的邮政编码为80190，INSEE市镇编码为80433。

## 政治
埃尔利所属的省级选区为鲁瓦县。

## 人口

1962-2008年间埃尔利人口变化图示

埃尔利于2022年1月1日时的人口数量为40人。